# Sursock-Museum

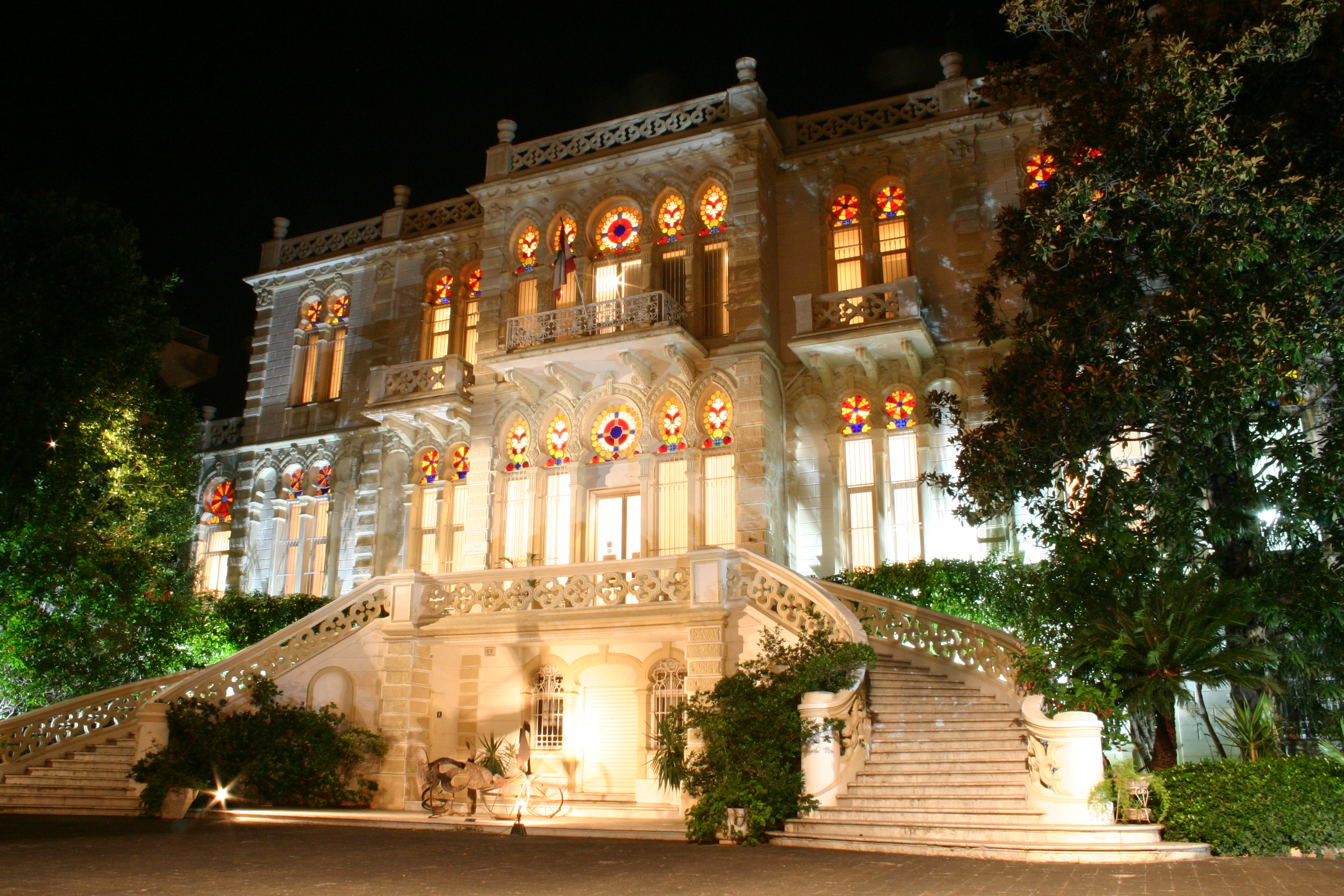
Das Sursock-Museum bei Nacht (2004)

Das Nicolas-Ibrahim-Sursock-Museum (arabisch قصر سرسق) ist ein Kunstmuseum in Beirut im Libanon. Es befindet sich in der historischen Rue Sursock im Achrafieh-Bezirk. Viele Villen stehen in dieser Straße, die im 19. Jahrhundert von den berühmten Familien in Beirut, wie den Sursocks und den Bustroses, gebaut wurden.

## Geschichte

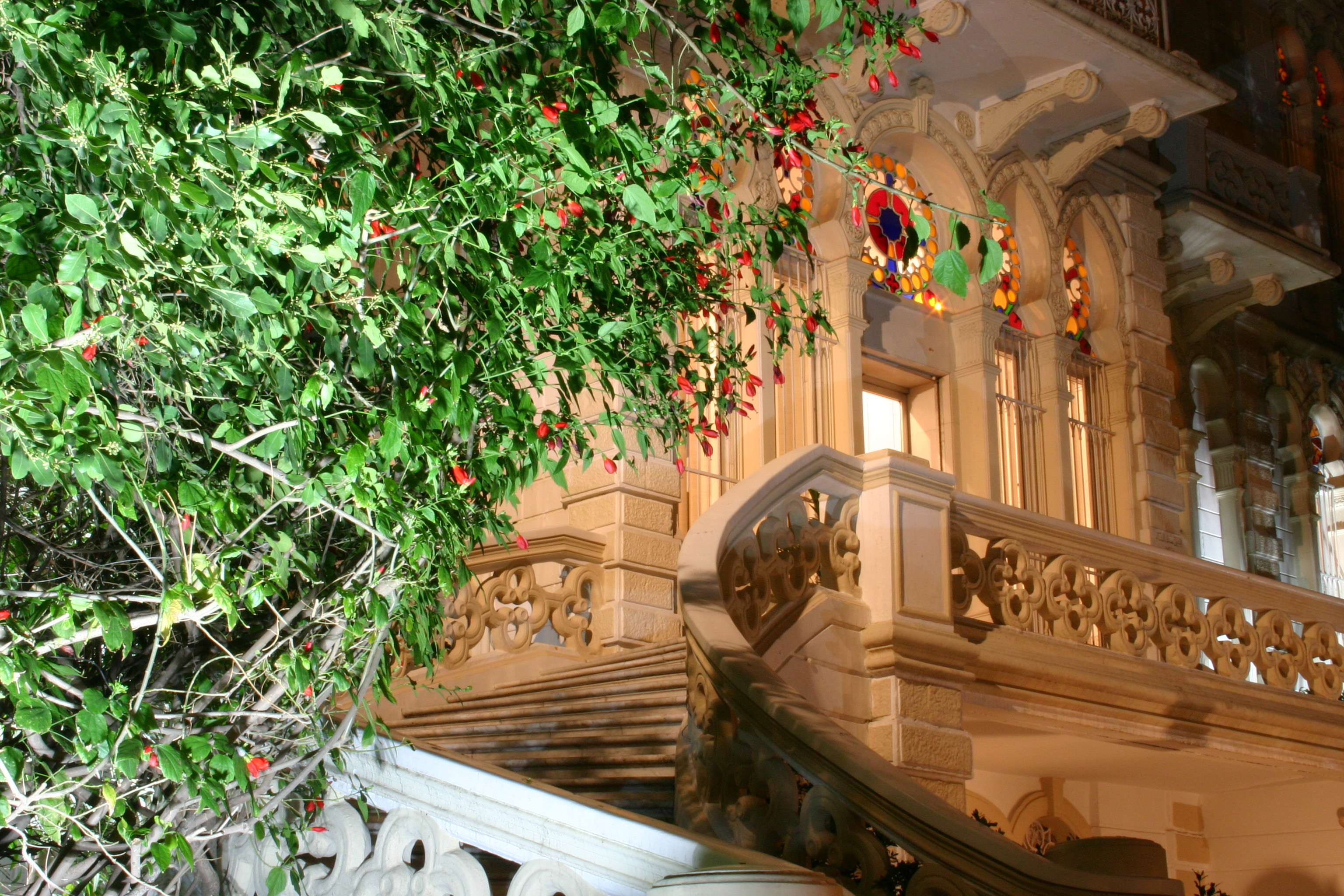
Marmortreppe zum Museum

Das Sursock-Museum ist ein großartiges Beispiel der libanesischen Architektur, die italienische, speziell venezianische, und osmanische architektonische Einflüsse hat. Nicolas Ibrahim Sursock, ein Mitglied einer der prominentesten adeligen Familien Beiruts, baute das Museum als eine private Villa im Jahr 1912. Als er 1952 starb, hinterließ er seine Villa der Stadt Beirut. Nach seinem Willen wurde die Villa in ein Museum umgewandelt. Das Museum wurde 1961 mit einer Ausstellung von Werken der zeitgenössischen libanesischen Künstler eröffnet, ein Präzedenzfall für kulturelle Veranstaltungen. Seitdem gab es bereits mehr als hundert Ausstellungen. Neben moderner Kunst umfasst die Dauerausstellung des Museums japanische und islamische Kunst.
Bis Frühling 2015 wurde das Museum mit einem unterirdischen Anbau für 12 Millionen Dollar durch den französischen Architekten Jean-Michel Wilmotte und den libanesischen Architekten Jacques Abou Khaled erweitert. Die Ausstellungsfläche wurde von 1500 m² auf 9000 m² vergrößert. Neben zusätzlichen Ausstellungsräumen wurden eine Bibliothek, ein Buchladen und ein Musiksaal geschaffen.

### Explosionskatastrophe in Beirut 2020
Bei der Explosionskatastrophe in Beirut vom 4. August 2020 wurde das Museum stark beschädigt. Die Fassade des Museums hielt der Explosion von im Hafen der Stadt lagernden 2750 Tonnen Ammoniumnitrat stand, während die farbigen Fenster sowie weite Teile des Inneren und viele Kunstwerke zerstört wurden.
Am 16. Mai 2021 unterzeichneten die italienische Regierung und die UNESCO ein Abkommen, das die Sanierung und Wiedereröffnung des Museums mit einer Million Euro unterstützt. Nach über 2 Jahren Restauration unter Mitwirkung des Traditionsunternehmens Dimitri Tarazi & Fils wurde das Museum am 26. Mai 2023 wieder eröffnet.

## Sammlung
Das Museum beherbergt eine Sammlung von Kunst des 18., 19. und 20. Jahrhunderts. Rund 5000 Exponate hat das Museum gesammelt, darunter Malerei, Skulptur und Keramik. In der Dauerausstellung sind Werke u. a. von diesen libanesischen und internationalen Künstlern vertreten:
|  |  |  |  | - Chafic Abboud - Lotti Adaimi - Anton Asfar - Simone Baltaxé-Martayan - Juman Beyazit - Rafic Charaf - Saloua Raouda Choucair - George Cyr | - Paul Guiragossian - Georges Guv - John Haddian - Zavan Haditzian - Madi Hussein - Halim Jurdak - Elie Kanaan - Viola Kassab | - Michel Elmir - Levon Moumjian - Mounir Najm - Omar Onsi - Mohammad Rawas - Aref Rayess - Nadia Saikali - Mohamed Sakr | - Stelio Scamanga - Juliana Seraphim - H. Torrossian - Anita Toutikian - Sophie Yaramian - Khalil Zgaib - Alain Le Yaouanc |